# Muriel Beaumont

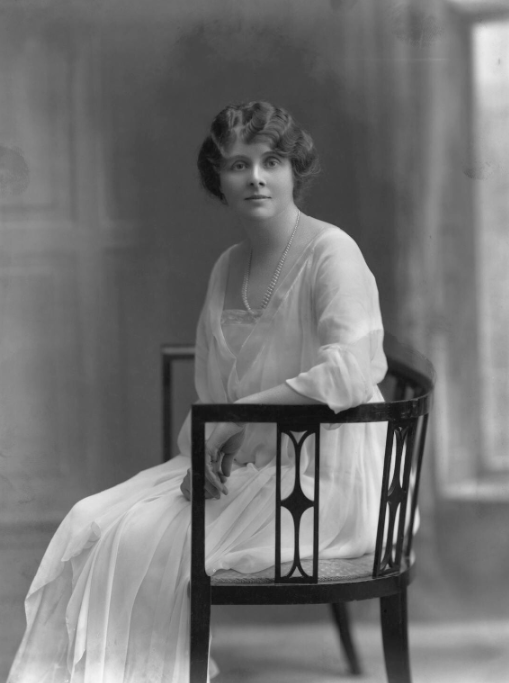
Muriel Beaumont (1916)

Muriel Beaumont, Lady du Maurier (* 14. April 1881; † 27. November 1957) war eine britische Theaterschauspielerin.

## Leben
1881 geboren, debütierte Beaumont als Theaterschauspielerin 1898 am Londoner Haymarket Theatre in einer Inszenierung von J. M. Barries The Little Minister, zunächst aber ohne Sprechrolle. Als das Stück auf Tournee ging, änderte sich die Rollenbesetzung und Beaumont erhielt die Sprechrolle der Felice. Zurück am Haymarket Theatre hatte Beaumont weitere Rollen in Henry Arthur Jones’ Komödie The Manoeuvres of Jane und in Alexandre Dumas’ The Black Tulip. Nach einem Engagement am Criterion Theatre in R. C. Cartons Komödie Lady Huntworth’s Experiment kehrte sie für zwei weitere Engagements an das Haymarket Theatre zurück. Ende 1902 spielte Beaumont eine Nebenrolle in der Premiere von J. M. Barries The Admirable Crichton, das am Duke of York’s Theatre bis hinein in das Jahr 1903 gespielt wurde. Im Rahmen dieses Engagements lernte sie ihren Kollegen Gerald du Maurier (1873–1934) kennen, den sie im April 1903 heiratete. In den nächsten Jahren wurden die beiden Eltern von drei Töchtern: der Autorin Angela du Maurier (1904–2002), der bekannten Schriftstellerin Daphne du Maurier (1907–1989) und der Künstlerin Jeanne du Maurier (1911–1997).
Ab 1904 trat Beaumont am Garrick Theatre in zwei Stücken von Alfred Sutro sowie in der Rolle der Nerissa in Shakespeares Der Kaufmann von Venedig auf. Bei der Premiere eines weiteren Stückes von Alfred Sutro (The Barrier) am Comedy Theatre übernahm sie den Part der Lady Alma Dumaray. Im gleichen Jahr trat sie im wiedereröffneten Playhouse Theatre in einer Inszenierung von Eric Lewis’ A Lesson in Shakespeare auf. 1908 wurde sie für Charles Brookfields Dear Old Charlie am Vaudeville Theatre, für eine Neuauflage von Barries The Admirable Crichton am Duke of York’s Theatre und für Frederick Lonsdales Farce The Early Worm am Wyndham’s Theatre besetzt. Im September 1909 kehrte sie für eine Rolle in Alfred Sutros Making a Gentleman ans Garrick Theatre zurück. Zwei Monate später mimte sie die Rolle der Mrs. Calthorpe in Perceval Landons The House Opposite am Queen’s Theatre. Ihren letzten bekannten öffentlichen Auftritt hatte sie in der Hauptrolle der Mrs. Goring in der Hervieu-Adaption Glass Houses im Juni 1910 am Globe Theatre. Danach gab sie ihre Karriere zugunsten der Erziehung ihrer Töchter auf. Mit der Nobilitierung ihres Ehemannes 1922 wurde Beaumont zur Lady du Maurier. Die Familie lebte hauptsächlich in London, wo man große Empfänge für die Kulturszene der Hauptstadt ausrichtete. Ab 1926 besaßen die du Mauriers zudem ein Haus in Cornwall. Nach dem Tod ihres Ehemannes zog Beaumont zu ihrer Tochter Angela nach Cornwall, wo diese nahe Daphne du Maurier lebte. Beaumont starb im November 1957 im Alter von 78 Jahren.